# Takuma Kuroda
Takuma Kuroda (født 18. februar 1992) er en japansk professionel fodboldspiller.
Han har spillet for flere forskellige klubber i sin karriere, herunder Renofa Yamaguchi FC.